# KYMA Holding
KYMA Holding è la principale azienda municipalizzata che gestisce i servizi pubblici nella città di Taranto, ed è interamente partecipata dal comune stesso.

## Storia
Dal 1º dicembre 2022, in conseguenza alla raccolta di più servizi oltre al trasporto pubblico urbano, come i pagamenti delle idrovie, pagamenti dei parcheggi ed altri servizi, si crea questa nuova società holding, chiamata KYMA e radicata rispettivi rami;
- Mobilità[2],
- Ambiente[3],
- Servizi[4][5].